# Episodi di Law & Order - Unità vittime speciali (prima stagione)

Il cast principale durante la prima stagione:
Dann Florek (Cap. Donald Cragen), Mariska Hargitay (Det. Olivia Benson), Christopher Meloni (Det. Elliot Stabler) e Richard Belzer (Det. John Munch).

La prima stagione della serie televisiva Law & Order - Unità vittime speciali, composta da 22 episodi, è stata trasmessa in prima visione assoluta negli Stati Uniti d'America da NBC dal 20 settembre 1999 al 21 maggio 2000.
In Italia, la serie è stata trasmessa in prima visione a pagamento da TELE+ dal 13 settembre 2001 al 7 febbraio 2002, e in chiaro da Rete 4 dal 5 luglio al 30 agosto 2003 (saltando gli episodi 6, 9, 18, 21; poi trasmessi nel giugno del 2005).
Alla fine di questa stagione, Robert Palm lascia il ruolo di produttore esecutivo della serie.
| nº | Titolo originale         | Titolo italiano          | Prima TV USA      | Prima TV Italia   |
| -- | ------------------------ | ------------------------ | ----------------- | ----------------- |
| 1  | Payback                  | Il conto da pagare       | 20 settembre 1999 | 13 settembre 2001 |
| 2  | A Single Life            | Una vita in fuga         | 27 settembre 1999 | 20 settembre 2001 |
| 3  | ...Or Just Look Like One | Modelle                  | 4 ottobre 1999    | 27 settembre 2001 |
| 4  | Hysteria                 | Isteria                  | 11 ottobre 1999   | 4 ottobre 2001    |
| 5  | Wanderlust               | L'inquilino              | 18 ottobre 1999   | 11 ottobre 2001   |
| 6  | Sophomore Jinx           | Delitto al campus        | 25 ottobre 1999   | 18 ottobre 2001   |
| 7  | Uncivilized              | Barbarie                 | 15 novembre 1999  | 25 ottobre 2001   |
| 8  | Stalked                  | Pedinate                 | 22 novembre 1999  | 1º novembre 2001  |
| 9  | Stocks & Bondage         | Sesso e finanza          | 29 novembre 1999  | 8 novembre 2001   |
| 10 | Closure (Part 1)         | La parola fine           | 7 gennaio 2000    | 15 novembre 2001  |
| 11 | Bad Blood                | Cattivo sangue           | 14 gennaio 2000   | 22 novembre 2001  |
| 12 | Russian Love Poem        | Poesia d'amore russa     | 21 gennaio 2000   | 29 novembre 2001  |
| 13 | Disrobed                 | Spogliate di tutto       | 4 febbraio 2000   | 6 dicembre 2001   |
| 14 | Limitations              | John Doe 121             | 11 febbraio 2000  | 13 dicembre 2001  |
| 15 | Entitled                 | Il ritardo               | 18 febbraio 2000  | 20 dicembre 2001  |
| 16 | The Third Guy            | Il terzo uomo            | 25 febbraio 2000  | 27 dicembre 2001  |
| 17 | Misleader                | L'inganno                | 31 marzo 2000     | 3 gennaio 2002    |
| 18 | Chat Room                | Chat room                | 14 aprile 2000    | 10 gennaio 2002   |
| 19 | Contact                  | Violenza in metro        | 28 aprile 2000    | 17 gennaio 2002   |
| 20 | Remorse                  | Buonanotte, Sarah        | 5 maggio 2000     | 24 gennaio 2002   |
| 21 | Nocturne                 | Lezioni di piano         | 12 maggio 2000    | 31 gennaio 2002   |
| 22 | Slaves                   | La sindrome di Stoccolma | 19 maggio 2000    | 7 febbraio 2002   |

## Il conto da pagare
- Titolo originale: Payback
- Diretto da: Jean De Segonzac
- Scritto da: Dick Wolf

### Trama
Olivia Benson ed Elliot Stabler sono due detective della polizia di New York, impiegati nel reparto vittime speciali. Indagando sull'omicidio e la castrazione di un tassista, scoprono che la licenza dell'uomo era stata acquistata abusivamente e che l'uomo, Stefan Tanzic, era un ex soldato serbo, già processato per pulizia etnica. Da uno degli stupri da lui commessi è nato anche un bambino e questo causa non pochi problemi alla professionalità della Benson, a sua volta frutto della violenza subita anni prima da sua madre.
- Guest star: Angie Harmon (assistente procuratore Abbie Carmichael).

## Una vita in fuga
- Titolo originale: A Single Life
- Diretto da: Lesli Linka Glatter
- Scritto da: Miriam Kazdin

### Trama
Gretchen Quinn muore cadendo da una finestra, con addosso solo uno slip rosso. Benson e Stabler indagano su di lei e scoprono che Gretchen non è il suo vero nome. Mentre cercano di saperne di più sulla sua vita, i due arrivano allo psichiatra della vittima e ad un famoso presentatore televisivo, entrambi amanti di Gretchen. Viene infine alla luce che Gretchen che aveva cambiato nome e identità per scappare dal padre che abusava di lei e della sorella, anch'essa interrogata durante l'indagine.
- Guest star: Angie Harmon (assistente procuratore Abbie Carmichael), Dennis Boutsikaris (Mark Daniels), Michael Gaston (Buddy), Paul Hecht (Robert Sidarksy).

## Modelle
- Titolo originale: Or Just Look Like One
- Diretto da: Rick Rosenthal
- Scritto da: Michael R. Perry

### Trama
Dopo che la modella adolescente Jazmin Burgess viene picchiata, violentata e scaricata da una macchina di fronte al Roosevelt Hospital, Benson e Stabler cercano di scoprire cosa ci facesse in giro da sola nel cuore della notte una ragazzina di sedici anni. I livelli di droga elevati trovati nel corpo di Jazmin portano i detective a tenere d'occhio non solo l'agenzia di modelle a cui era iscritta la ragazza, ma anche il fotografo che l'aveva ritratta sul suo ultimo set e l'aveva cacciata via a causa del suo peso "eccessivo". Il disgusto di Stabler verso l'intero sistema in questione è ingigantito dalla sua preoccupazione per la figlia, Maureen, che ultimamente si rifiuta di mangiare, dando possibili segnali di anoressia.
- Guest star: Jerry Orbach (Detective Lennie Briscoe), Jesse L. Martin (Detective Ed Green), Carolyn McCormick (Dr.ssa. Elizabeth Olivet), Ritchie Coster (Carlo Parisi).

## Isteria
- Titolo originale: Hysteria
- Diretto da: Richard Dobbs
- Scritto da: Dawn DeNoon e Lisa Marie Petersen

### Trama
Una giovane donna viene trovata morta; inizialmente si pensa che possa trattarsi di una prostituta e che sia l'ultima vittima di un serial killer ricercato. Tuttavia mentre indagano sulla sua vita, Benson e Stabler scoprono che la vittima non rientra nello schema e potrebbe non essere connessa alle altre morti. Dopo che un'intuizione di Munch li porta a sospettare che l'assassino sia un poliziotto della buon costume, il capitano Cragen si consulta con il suo vecchio amico, il detective Lennie Briscoe, facendo una scoperta sorprendente.
- Guest star: Jerry Orbach (Detective Lennie Briscoe), Joe Lisi (Sal D'Angelo).

## L'inquilino
- Titolo originale: Wanderlust
- Diretto da: David Jones
- Scritto da: Wendy West

### Trama
Uno scrittore di viaggi viene ritrovato completamente nudo, soffocato e picchiato a morte con della biancheria intima infilata nella sua gola e del nastro adesivo sulla bocca. Benson e Stabler sospettano dapprima del fidanzato della proprietaria della casa dove la vittima aveva affittato una stanza: si tratta inoltre di un pregiudicato per molestie su minori. Tuttavia i sospetti si rivolgono improvvisamente verso la proprietaria di casa e sua figlia, che sembra fossero troppo interessate a come l'inquilino trascorreva il suo tempo. Dopo aver scoperto che la ragazza aveva una relazione sessuale con il morto, le cose prendono una piega sempre più strana.
- Guest star: Bruce Barney (Richard Schiller), John Dossett (Tom Dayton), Patricia Richardson (Annabel Hayes), Lynn Collins (Virginia Hayes).

## Delitto al campus
- Titolo originale: Sophomore Jinx
- Diretto da: Clark Johnson
- Scritto da: John Chambers

### Trama
Una studentessa viene trovata stuprata e uccisa in un college locale e Benson e Stabler rivolgono la loro attenzione a due giocatori di talento della squadra di basket dell'istituto. Quest'ultimo tuttavia, cercando di evitare la cattiva pubblicità che un'inchiesta potrebbe loro portare proprio durante l'imminente campionato, tenta di ostacolare continuamente l'indagine. Purtroppo però il peggior segreto dietro la vicenda riguarda proprio uno degli insegnanti della vittima.
- Guest star: Angie Harmon (assistente procuratore Abbie Carmichael), reverendo Al Sharpton (se stesso).

## Barbarie
- Titolo originale: Uncivilized
- Diretto da: Michael Fields
- Scritto da: Robert Palm (sceneggiatura e soggetto) e Wendy West (sceneggiatura)

### Trama
Il corpo di un bambino viene rinvenuto senza vita. Gli indizi conducono i detective Benson e Stabler a un pedofilo recentemente rilasciato sulla parola. Il caso si trasforma immediatamente nella possibilità di sperimentare una nuova applicazione del trattamento sanitario obbligatorio più ad ampio spettro. Sebbene entrambi odino ciò che l'uomo ha fatto in passato, i detective non possono ignorare l'evidente comportamento contraddittorio dei due adolescenti che sin da subito li avevano messi sulle tracce del pedofilo e che nascondono dei segreti inquietanti su se stessi.
- Guest star: Stephen Bogardus (Bill Turbit), Jerry Careccio (primo ragazzo nel parco), Dominick Charles Carbone (secondo ragazzo nel parco).

## Pedinate
- Titolo originale: Stalked
- Diretto da: Peter Medak
- Scritto da: Roger Garrett

### Trama
Un'assistente procuratrice viene ritrovata picchiata a morte e violentata a Central Park. Benson viene sovrastata dalle emozioni e fa del suo meglio per assicurare alla giustizia il sospettato, un agente immobiliare della zona. Nonostante l'aiuto del collega Stabler però Olivia finisce lei stessa nel mirino dello stupratore, che si rivela particolarmente manipolatorio e minaccioso.
- Guest star: Bruce Kirkpatrick (Richard White).

## Sesso e finanza
- Titolo originale: Stocks & Bondage
- Diretto da: Constantine Makris
- Scritto da: Michael R. Perry

### Trama
Un'analista finanziaria e amante del BDSM viene ritrovata strangolata a morte ammanettata nella sua camera da letto. Benson e Stabler sospettano sia di un suicidio che di una morte accidentale per asfissia durante delle pratiche autoerotiche. Tuttavia, la scoperta di una grande quantità di diamanti nascosti porta i detective a indagare nell'ambiente del riciclaggio di denaro e frodi assicurative.

## La parola fine
- Titolo originale: Closure (Part I)
- Diretto da: Stephen Wertimer
- Scritto da: Wendy West

### Trama
Olivia cerca di aiutare in tutti i modi una vittima di stupro, che può descrivere la propria aggressione ma non è in grado di fornire la descrizione dell'aggressore nei minimi dettagli. Quando i detective rivedono il caso alcuni mesi dopo, trovano la donna con ancor meno voglia di parlare dell'accaduto, in quanto afferma di averlo superato. Purtroppo anche dopo averla convinta a collaborare, la ragazza non riesce a riconoscere l'uomo che deve essere così rilasciato.
Intanto la situazione diventa spiacevole all'interno della squadra quando Benson e Cassidy, che hanno trascorso una notte insieme, discutono riguardo al continuare o meno la loro frequentazione e hanno due posizioni opposte sull'argomento.
- Guest star: Angie Harmon (assistente procuratore Abbie Carmichael), Tracy Pollan (Harper Anderson), Neil Maffin (Kenneth Cleary).

- Questa storia si conclude nel terzo episodio della seconda stagione: La parola fine 2.

## Cattivo sangue
- Titolo originale: Bad Blood
- Diretto da: Michael Fields
- Scritto da: Dawn DeNoon e Lisa Marie Petersen

### Trama
La morte di un giovane ragazzo omosessuale porta Benson e Stabler a indagare sul padre della vittima, noto per essere fortemente omofobo, ma una volta esaminato l'edificio dove si teneva una festa a cui il ragazzo era andato, i detective si rendono conto che la persona che stanno cercando potrebbe essere più vicina di quanto pensassero. Intanto Munch cerca di aiutare Benson a trovare l'uomo che anni prima ha stuprato sua madre.
- Guest star: Angie Harmon (assistente procuratore Abbie Carmichael).

## Poesia d'amore russa
- Titolo originale: Russian Love Poem
- Diretto da: Rick Rosenthal
- Scritto da: Eva Nagorski

### Trama
Andrew Harlin, un multimilionario bisessuale, viene trovato ucciso in casa sua. Benson e Stabler considerano sospettati tutti i numerosi amanti della vittima. Una prova sulla scena del crimine conduce i detective a un paio di escort russe; prima che possano interrogarle, una delle due viene ritrovata morta e il fidanzato dell'altra confessa l'omicidio.
- Guest star: Olek Krupa (Alex Strizhov), Melissa Sagemiller (Becky Sorenson).
- Curiosità: Melissa Sagemiller tornerà a recitare nella serie dieci anni dopo, interpretando il ruolo del viceprocuratore Gillian Hardwicke in dieci episodi della dodicesima stagione.

## Spogliate di tutto
- Titolo originale: Disrobed
- Diretto da: David Platt
- Scritto da: Janet Tamaro

### Trama
Il corpo senza vita di un giudice viene rinvenuto nella sua macchina e i detective cercano indizi nella sua vita professionale, scoprendo che l'uomo offriva spesso delle sentenze speciali a beneficio delle donne vittime di violenza, in cambio di favori sessuali. La squadra rivolge quindi ben presto i sospetti su una donna vittima di violenza coniugale, che nasconde un segreto. Nel frattempo il detective Cassidy si trasferisce alla Narcotici, sentendosi incapace di sopportare il peso dei crimini sessuali, e lasciando quindi Munch senza partner.
- Guest star: Kathryn Meisle (Gina Silver).

## John Doe 121
- Titolo originale: Limitations
- Diretto da: Constantine Makris
- Scritto da: Michael R. Perry

### Trama
Su richiesta di una vittima, il capo della polizia si rivolge a Cragen con una richiesta particolare: chiudere il caso di un uomo che stuprò tre donne quasi cinque anni prima e che sta quindi per cadere in prescrizione di lì a pochi giorni. I detective hanno finalmente una pista quando si rendono conto che una delle vittime conosce lo stupratore, tuttavia la donna non vuole collaborare rivelando l'identità dell'uomo, perché convinta che questi sia cambiato. In seguito al trasferimento di Cassidy, Munch fa coppia con la detective Jeffries.
- Guest star: Jenny Bacon (Jennifer Neal), Judith Hawking (Victoria Kraft), Seana Kofoed (Lois Creen).

## Il ritardo
- Titolo originale: Entitled
- Diretto da: Ed Sherin
- Scritto da: Dick Wolf (soggetto), René Balcer (soggetto), Robert Palm (soggetto e sceneggiatura) e Wendy West (sceneggiatura)

### Trama
Dopo che un rappresentante commerciale viene ucciso, i detective indagano su Stephanie Mulroney, la figlia più giovane di una famiglia ben nota alla cronaca e con alcune conoscenze ai piani alti. Collaborando però con i colleghi del 27º Distretto, scoprono che il loro caso è connesso a una lunga serie di omicidi di cui anni prima si era occupato Briscoe con il suo ex partner, il detective Mike Logan. La squadra arresta il serial killer, ma le cose non sono così chiare come sembrano.
- Guest star: Jerry Orbach (detective Lennie Briscoe), Jesse L. Martin (detective Ed Green), Sam Waterston (viceprocuratore Jack McCoy), Steven Hill (procuratore distrettuale Adam Schiff), Angie Harmon (assistente procuratore Abbie Carmichael).

- Questo episodio è la seconda parte di un crossover di tre parti che inizia con Menomazione (episodio 4x17 di Law & Order - I due volti della giustizia) e si conclude con Un nome che conta (episodio 10x14 di Law & Order - I due volti della giustizia).

## Il terzo uomo
- Titolo originale: The Third Guy
- Diretto da: Jud Taylor
- Scritto da: Dawn DeNoon e Lisa Marie Petersen

### Trama
Una signora anziana viene trovata morta, legata e aggredita sessualmente nel suo appartamento e inizialmente i principali sospettati sono i due ragazzi che hanno forzato la finestra per entrare in casa e rapinare la donna. Ma una volta che i detective catturano i ragazzi, scoprono che c'era anche qualcun altro nell'appartamento. Sulle prime l'offerta di un patteggiamento non viene accolta molto bene, ma alla fine si raggiunge un accordo che permette di individuare lo stupratore ma lascia per le mani dei detective un nuovo caso: stabilire se questo terzo uomo sia o meno mentalmente ritardato.
- Guest star: Denis O'Hare (Jimmy Walp) .

## L'inganno
- Titolo originale: Misleader
- Diretto da: Richard Dobbs
- Scritto da: Nick Harding (soggetto) e Nick Kendrick (soggetto e sceneggiatura)

### Trama
La nuora di un importante leader della destra cristiana viene trovata uccisa nella sua stanza d'albergo. I detective inizialmente collegano la morte a un'ondata di furti con scasso a camere d'hotel, ma finiscono per scoprire che il suo adulterio (in cui era rimasta anche incinta) è ciò che in realtà l'ha portata alla morte.
- Guest star: Robert Foxworth (Ben Hadley).

## Chat room
- Titolo originale: Chat Room
- Diretto da: Richard Dobbs
- Scritto da: Roger Garrett

### Trama
Un'adolescente denuncia di essere stata stuprata da un uomo conosciuto online, ma presto si scopre che ha mentito; tuttavia in seguito a quanto hanno scoperto durante le indagini sulle chat online, i detective mettono a punto un'operazione sotto copertura e finiscono con il calpestare i piedi di qualcuno molto più in alto quando fanno una retata dei pedofili coinvolti.
- Guest star: Paz de la Huerta (Karen Raye).

## Violenza in metro
- Titolo originale: Contact
- Diretto da: Michael Zinberg
- Scritto da: Robert Palm e Wendy West

### Trama
Uno stupratore seriale prende di mira le donne sulla metropolitana e in sei mesi le vittime sono già state sette: la modalità è sempre la stessa, un'aggressione lampo in un vagone pieno di gente. All'unità vittime speciali viene quindi inviata una psichiatra per aiutare la squadra a entrare nella testa dell'aggressore. Quando questi viene catturato, tutte e sette le vittime lo identificano durante la procedura per il riconoscimento, ma quest'ultima viene scartata come prova a causa di una presunta irregolarità. Comunque i detective scoprono che l'uomo è in possesso di una patente di guida di una vecchia vittima che lo può incastrare.
- Guest star: Sal Viscuso (Sal Avelino).

## Buonanotte, Sarah
- Titolo originale: Remorse
- Diretto da: Alexander Cassini
- Scritto da: Michael R. Perry

### Trama
L'inviata televisiva Sarah Logan si rifiuta di farsi abbattere dal recente stupro subito e decide di raccontare la sua esperienza mentre va in onda, portando così all'arresto di uno dei due responsabili dell'aggressione. Nel corso dell'indagine, Munch e Jeffries si appassionano molto a questo caso, sebbene in maniera molto diversa.
- Guest star: Jennifer Esposito (Sarah Logan).

## Lezioni di piano
- Titolo originale: Nocturne
- Diretto da: Jean de Segonzac
- Scritto da: Wendy West

### Trama
Un negoziante segnala alla polizia di aver ricevuto da un cliente delle strane foto di un bambino perché le stampasse. Benson e Stabler arrestano per pedofilia un insegnante di pianoforte. Il bambino afferma poi di aver visto altre foto di bambini svestiti a casa del maestro, quindi i detective ottengono un mandato e scoprono una serie di video che documentano, tra le altre cose, gli episodi di molestia nei confronti di un ragazzo di nome Evan, che si sono susseguiti per molti anni della sua vita. Dal momento che si tratta dell'unico testimone attendibile, la squadra lo rintraccia ma Evan potrebbe non essere affatto d'aiuto in quanto terrorizzato più di quanto pensassero, tanto da negare anche a se stesso l'accaduto.
Stabler lo aiuta a farsi forza, ma i risvolti della vicenda sono persino più torbidi se possibile.
- Guest star: Kent Broadhurst (Larry Holt), Wilson Jermaine Heredia (Evan).

## La sindrome di Stoccolma
- Titolo originale: Slaves
- Diretto da: Ted Kotcheff
- Scritto da: Lisa Marie Petersen e Dawn DeNoon

### Trama
Dopo che un fruttivendolo del mercato riferisce alla squadra una richiesta d'aiuto che ha ricevuto da una ragazza, i detective iniziano le ricerche per individuare dove si trovi una giovane donna rumena di nome Ilena, di cui si sono perse le tracce da mesi. La squadra infine scopre che la ragazza lavora come tata in una famiglia benestante, i Morrows, una coppia all'apparenza perfetta ma che cela un segreto mostruoso. Nel frattempo una psicologa, mandata per una nuova procedura, visita tutti gli agenti della squadra e riscontra alcune problematiche che riferisce al capitano Cragen, suggerendo che secondo la sua opinione professionale uno dei detective dovrebbe essere rimosso immediatamente dall'unità.
- Guest star: Layla Alexander (Ilena), Andrew McCarthy (Randolph Morrow), Susan Floyd (signora Morrow), Lance Reddick (M.E. Taylor), Michael Kelly (Tecnico Veteterinario Barry).